# 26896 Josefhudec
26896 Josefhudec este un asteroid din centura principală de asteroizi.

## Descriere
26896 Josefhudec este un asteroid din centura principală de asteroizi. A fost descoperit pe 29 iulie 1995 la Observatorul din Ondřejov de Petr Pravec. Asteroidul prezintă o orbită caracterizată de o semiaxă mare de 2,27 ua, o excentricitate de 0,02 și o înclinație de 6,3° în raport cu ecliptica.